# Индрагири
Индраги́ри (индон. Indragiri, уст. Inderagiri) — река в Индонезии, на острове Суматра. Длина около 500 км. Площадь водосборного бассейна — 20 000 км².
Истоки на хребте Барисан, большая часть течения на заболоченных равнинах восточной Суматры. Впадает в Южно-Китайское море несколькими рукавами. Средний расход воды 1100 м³/с. Питание дождевое. Многоводна в течение всего года, судоходна на 150 км от устья.